# Eisaku Satō
Eisaku Satō (Yamaguchi, 27 de Março de 1901 — Tóquio, 3 de Junho de 1975) foi um político japonês que serviu como primeiro-ministro do Japão de 1964 a 1972. Ele é o terceiro primeiro-ministro mais antigo e ocupa o segundo lugar no serviço ininterrupto mais longo como primeiro-ministro.
Satō entrou na Dieta Nacional em 1949 como membro do Partido Liberal. Subindo gradualmente na hierarquia da política japonesa, ele ocupou uma série de cargos no gabinete. Em 1964, ele sucedeu Hayato Ikeda como primeiro-ministro do Japão, tornando-se o primeiro primeiro-ministro nascido no século XX.
Como primeiro-ministro, Satō presidiu um período de rápido crescimento econômico. Ele providenciou o retorno formal de Okinawa (ocupada pelos Estados Unidos desde o fim da Segunda Guerra Mundial) ao controle japonês. Satō trouxe o Japão para o Tratado de Não Proliferação Nuclear, pelo qual recebeu o Prêmio Nobel da Paz em 1974.